# Waclaw Sieroszewski
Wacław Kajetan Sieroszewski, pseudonyme littéraire Wacław Sirko, né le 24 août 1858 à Wólka Kozłowska et mort le 20 avril 1945 à Piaseczno, est un romancier, ethnographe, grand voyageur et homme politique polonais militant socialiste pour l'indépendance de la Pologne déporté en Sibérie dont il devint le spécialiste. Il est l'auteur de nombreux récits de voyage, de romans d'aventures ainsi que de scénarios de films, président de l'Académie des Lettres de Pologne et cofondateur de la société de production cinématographique Panta-Film. 

## Biographie
Wacław Sieroszewski est né près de Varsovie, de parents dont les biens sont confisqués après l'insurrection polonaise de 1863. Son père est emprisonné et sa mère est morte peu après. Orphelin, il abandonne volontairement les études, se range dans les cadres socialistes et apprend le métier de serrurier.  

### Révolutionnaire déporté en Sibérie
En 1878, il est arrêté pour agitation politique et enfermé dans le tristement légendaire Xe pavillon de la Citadelle de Varsovie où il participe aussitôt à une révolte des prisonniers à la suite de l'assassinat d'un détenu, Józef Bejt, par un gardien. Condamné aux travaux forcés en Sibérie et à la privation des droits civilques, le 22 août 1879, Wacław Sieroszewski avec un groupe de prisonniers escortés par des gendarmes commence un voyage de neuf mois, destination Verkhoïansk, où il doit purger sa peine. Il y arrive le 19 mai 1880. Il y travaille comme forgeron et épouse une autochtone iakoute, Arina Czełba-Kysa, sœur de la femme de Jan Zaborowski, un autre insurgé polonais déporté en Sibérie, dont il aura une fille, Maria.  
Avec la complicité de sa femme et une aide financière d'Adam Szymanski, un autre déporté polonais, Sieroszewski élabore un projet audacieux pour s'évader en canot et tenter de rejoindre l'Amérique. Cette évasion est préparée avec le soutien des survivants américains de l'expédition George Washington DeLong. Partis de l'embouchure de la Iana, ils atteignent la mer des Laptev mais sont rattrapés et ramenés à Verkhoïansk où Sieroszewski, reconnu comme leader, est condamné au supplice du knout. Mais faute de bourreau sur place, cette peine de mort presque certaine est commuée en bannissement perpétuel dans une région éloignée de toute zone urbaine. 

### Explorateur et ethnographe
Durant son séjour au sein du peuple Iakoute, il apprend leur langue et consigne leurs mœurs et coutumes mais aussi leurs légendes et récits. Les souvenirs de cette période sont la base de ses livres: A la lisière des forêts (Na Kresach Lasów), 12 ans au pays des Yakoutes (12 lat w kraju Jakutów) , ainsi qu'un recueil de nouvelles (W matni). 
Après son admission dans la commune de Tiuchtiur en 1890, il lui est enfin possible d'obtenir un passeport, lui donnant également la possibilité de voyager dans toute la Sibérie orientale. En 1892, il s'établit à Irkoutsk. En 1894, il s'installe à Saint-Pétersbourg et grâce au financement de la Société de géographie russe, il poursuit ses recherches sur la Iakoutie. Le livre Iakoutes publié en 1896 lui apporte la célébrité et devient une œuvre de référence jusqu'à nos jours. Sieroszewski est décoré de la médaille d'or de la Société de géographie russe et à grâce à l'intercession de son membre Piotr Siemionow, il est enfin autorisé à retourner en Pologne.  
Après la mort de sa femme, Wacław s'occupe de sa fille Maria jusqu'à ce qu'il quitte la Sibérie en 1894 et la confie à la famille de son ami Stanisław Landy à Irkoutsk. Maria restera en contact avec son père jusque dans les années 1930. Après la Seconde Guerre mondiale, ses lettres cesseront d'arriver. 
Il revient à Varsovie en 1898. Il se lie d'amitié avec Stefan Żeromski, rejoint les rangs du Parti socialiste polonais (PPS) de Józef Piłsudski et épouse en secondes noces Stefania Mianowska. 

Au tournant des XIXe et XXe siècles, Sieroszewski écrit et publie beaucoup : des romans d'aventures pour la jeunesse, comme Risztau et Evasion (Ucieczka) et des nouvelles sociales qui composent le recueil Le bas fond de la pauvreté (Dno nędzy). Ses œuvres lui valent la reconnaissance des lecteurs, des critiques littéraires et de ses collègues écrivains. 

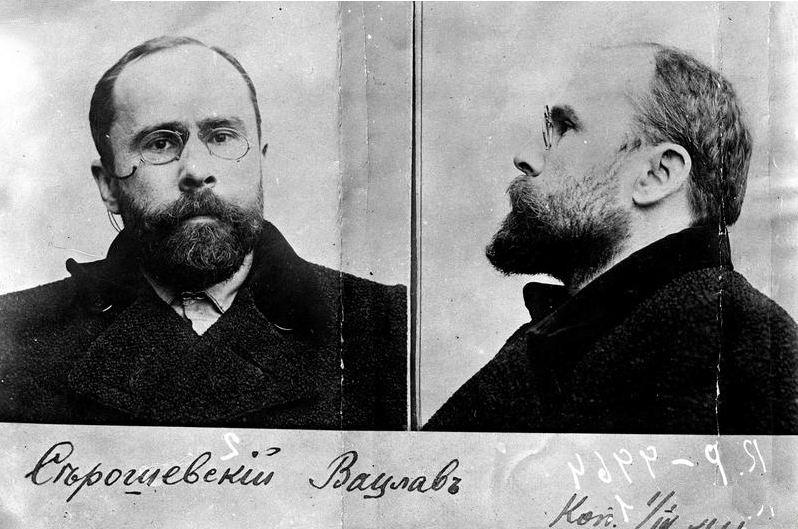
Photo prise par l'Okhrana avant 1910

En 1900, il est  à nouveau emprisonné dans la Citadelle puis expulsé du Royaume de Pologne pour avoir participé à une manifestation patriotique jugée anti-russe par les autorités tsaristes. Grâce au soutien de la Société géographique russe, il monte une nouvelle expédition en Asie en 1903. Avec Bronisław Piłsudski, le frère de Józef Piłsudski, il part en voyage scientifique au Japon, en Chine et en Corée. Dans un premier temps, il fait des recherches sur la culture Aïnous à Hokkaido, puis, fasciné par la culture japonaise, il parcourt tout le pays. Il décrit ce voyage dans Vers l'Extrême-Orient (Na Daleki Wschód), Parmi les poilus (Wśród kosmatych ludzi), La Chine autrefois et aujourd'hui (Chiny dawniej i dziś), L'émigration polonaise en Russie et en Sibérie (Wychodźstwo polskie w Rosji i na Syberii), ou bien Yoshimoto. Une tragédie en trois actes de l'histoire du Japon antique (Yoshimoto. Tragedia w trzech aktach z dziejów dawnej Japonii).
Du Japon, via Ceylan, il se rend en Égypte, et de là en Italie. Il est de retour à Varsovie en 1904. 

### Militant indépendantiste
Peu de temps après, il est de nouveau arrêté par la police tsariste et doit quitter le territoire de l'Empire russe après sa participation au mouvement révolutionnaire de 1905.

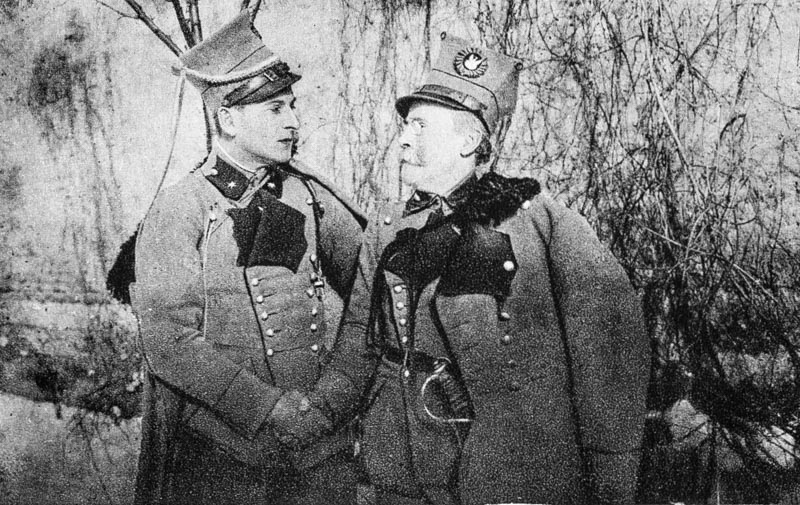
Bolesław Wieniawa-Długoszowski et Wacław Sieroszewski, en uniforme de lanciers polonais, décembre 1914

Il s'exile alors avec sa femme et ses trois fils en Galice, à Cracovie et à Zakopane. De 1910 à 1914, il séjourne à Paris, où il rejoint l'Association des tirailleurs (Związek Strzelecki), une organisation paramilitaire polonaise où officie Józef Piłsudski. Elle entraine de futurs soldats sous couverture de l'activité éducative et sportive. Alors qu'il s'exerce au tir, sa femme s'inscrit à la faculté des lettres françaises de la Sorbonne, ce qui lui permettra, de son retour en Pologne jusqu'à sa retraite en 1937, d'enseigner le français dans un lycée à Varsovie. Parmi les amis qui leur rendent visite à Paris, on trouve Stefan Żeromski, Władysław Mickiewicz, Maria Skłodowska-Curie et Władysław Gumplowicz. C'est à cette époque qu'il se prend d'amitié pour le beaucoup plus jeune Bolesław Długoszowski-Wieniawa. 
Après le déclenchement de la Première Guerre mondiale, Sieroszewski, alors âgé de cinquante-six ans, retourne en Pologne et s'engage dans le 1er régiment d'infanterie, puis dans la cavalerie de Władysław Belina-Prażmowski des légions polonaises où il combat avec le grade de simple lancier. En 1915, en raison "de la vieillesse et d'une mauvaise santé" on le décharge de l'armée et Józef Piłsudski lui assigne des tâches politiques au sein de l'Organisation militaire polonaise (Polska Organizacja Wojskowa). Durant cette période, Sieroszewski fait partie du groupe des collaborateurs les plus proches et les plus fidèles du futur chef et maréchal de la Pologne indépendante, dont il sera d'ailleurs un des premiers bibliographes. Son livre Józef Piłsudski est publié pour la première fois en 1915.  

### Dans la Pologne souveraine
Vers la fin de la guerre, Sieroszewski prend la tête du Parti de l'indépendance nationale, un mouvement de centre-gauche en faveur de l'indépendance de la Pologne et en tant que tel, il devient ministre de l'information dans le premier gouvernement provisoire polonais d'Ignacy Daszyński qui se créé à l'automne 1918 à Lublin. Pendant la guerre soviéto-polonaise en 1920, il part pour les États-Unis pour chercher de l'aide auprès de la communauté polonaise et la convaincre de la nécessité de combattre la Russie. 
Après la fin des combats, il se retire de la vie politique pour se consacrer à la littérature.  
De 1927 à1930, il est le troisième président de l'Union des écrivains polonais, après Stefan Żeromski et Andrzej Strug. Puis, de 1933 à1939, le premier président de l'Académie des Lettres de Pologne dont il est cofondateur. 
En 1932, l'écrivain est profondément bouleversé par la mort de Tadeusz Waryński, le fils de sa sœur Anna Sieroszewska et le fondateur du "Prolétariat", Ludwik Waryński. 

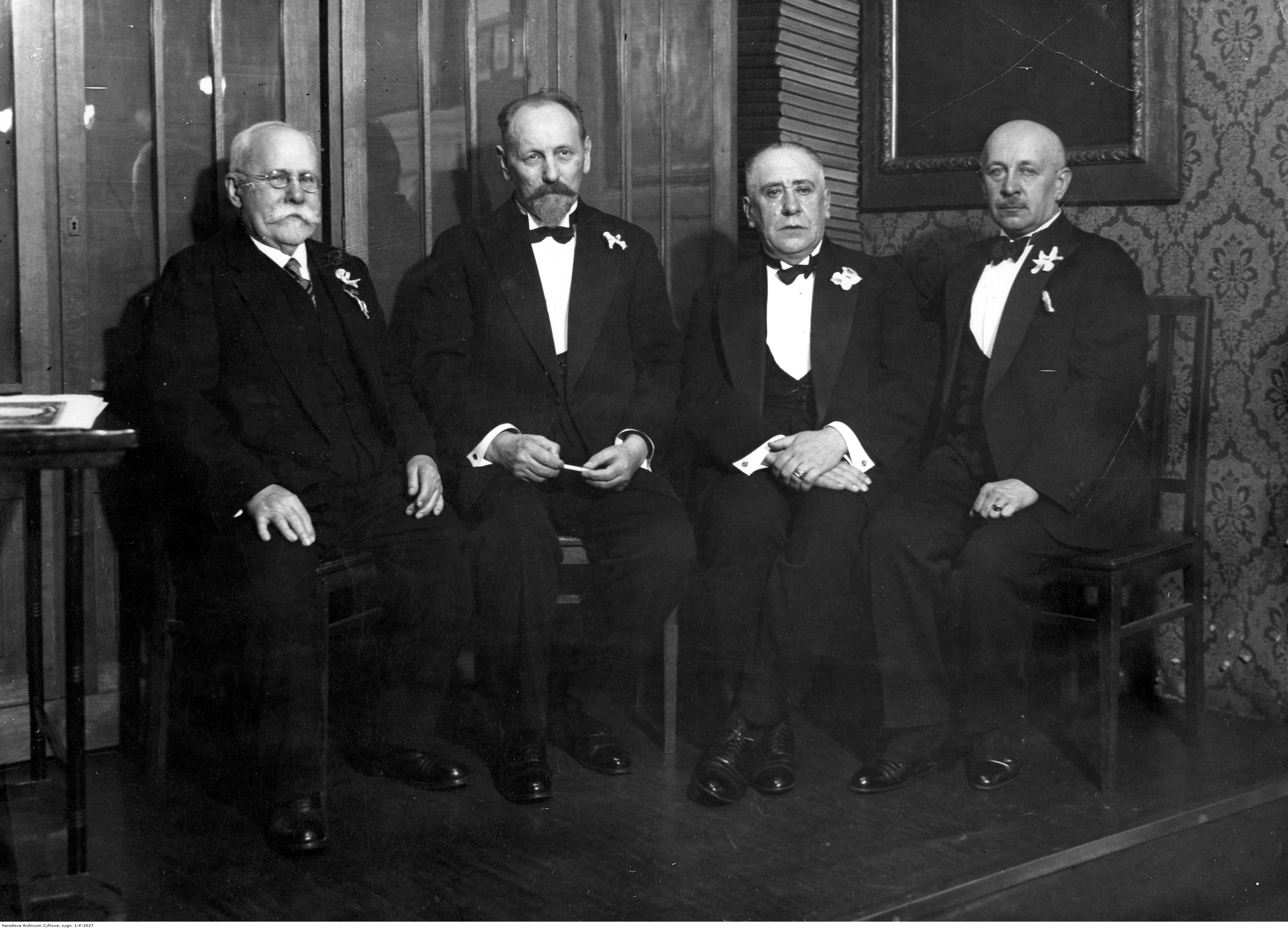
Wacław Sieroszewski, Jan Lorentowicz, Ferdynand Ossendowski et Kornel Makuszyński. Varsovie, Société des écrivains et journalistes polonais, 25 avril 1934

Dans les années 1930, Sieroszewski s'approche du milieu du cinéma polonais. Il est l'auteur des scénarios de plusieurs films populaires dont : Cœurs ardents (Rok 1914) coécrit avec Anatol Stern et Henryk Szaro et réalisé par Henryk Szaro en 1932 avec un casting de stars (dont Jadwiga Smosarska et Jan Kurnakowicz); Le jour de la grande aventure (Dzień wielkiej przygody) coécrit avec Ferdynand Goetel et réalisé par Józef Lejtes en 1935 et La fille cherche l'amour (Dziewczyna szuka miłości) coécrit avec Antoni Cwojdziński, Tadeusz Królikiewicz et Ferdynand Goetel et réalisé par Romuald Gantkowski en 1938. Ces deux derniers films sont produits par Panta-Film, une société de production cofondée en 1937 avec l'ancien ambassadeur Tytus Filipowicz, Ferdynand Goetel et Maksymilian Weronicz. Malgré un certain succès populaire de ses films, Panta-Film fait rapidement faillite, tandis que l'écrivain, en tant qu'actionnaire, doit participer au remboursement des emprunts contractés.  
En 1935, il est élu au Sénat et il occupe ce poste jusqu'au déclenchement de la Seconde guerre mondiale.  
Lors de l'agression allemande contre la Pologne en septembre 1939, il refuse d'être évacué à l'étranger et reste dans la capitale. Alors que les Varsoviens défendent leur ville, Sieroszewski leur parle à la radio pour encourager la résistance et déplorer que sa vieillesse (81 ans) ne lui permette pas de lutter pour défendre le pays. Il meurt en avril 1945. Il est enterré au Cimetière de Powązki à Varsovie. 

## Postérité
Après 1945, Sieroszewski tombe dans l'oubli, les autorités communistes ne voulant pas publier l'auteur associé au célèbre maréchal Piłsudski et à la Pologne de l'entre-deux-guerres. 

## Auteur
- A la lisière des forêts , ( Na Kresach Lasów), 1894
- 12 ans au pays des Yakoutes (12 lat w kraju Jakutów), 1986
- Du chamanisme d'après les croyances des Iakoutes , essai ethnographique, 1901
- Narrations chinoises, 1903
- L’Évasion (Ucieczka), 1904
- L'amour du Samouraï, 1927
- Au-delà du cercle polaire , 1926
- A travers le desert blanc, Gallimard, 1930

## Scénariste
- Cœurs ardents  (Rok 1914), 1932
- Le jour de la grande aventure (Dzień wielkiej przygody), 1935
- Sang (Na Sybir), 1930
- Vent de la mer (Wiatr od morza), 1930
- La fille cherche l'amour (Dziewczyna szuka miłości), 1938